# McNab (Arkansas)
McNab es un pueblo ubicado en el condado de Hempstead en el estado estadounidense de Arkansas. En el Censo de 2010 tenía una población de 37 habitantes y una densidad poblacional de 39,79 personas por km².

## Geografía
McNab se encuentra ubicado en las coordenadas 33°39′41″N 93°49′55″O / 33.66139, -93.83194. Según la Oficina del Censo de los Estados Unidos, McNab tiene una superficie total de 0.93 km², de la cual 0.93 km² corresponden a tierra firme y (0%) 0 km² es agua.

## Demografía
Según el censo de 2010, había 37 personas residiendo en McNab. La densidad de población era de 39,79 hab./km². De los 37 habitantes, McNab estaba compuesto por el 51.35% blancos, el 48.65% eran afroamericanos. Del total de la población el 2.7% eran hispanos o latinos de cualquier raza.